# Strada statale 36 racc Raccordo Lecco-Valsassina
La strada statale 36 racc Raccordo Lecco-Valsassina (SS 36 racc), già nuova strada ANAS 299 Raccordo Lecco-Valsassina (NSA 299), è una strada statale italiana.

## Storia
La strada, costruita per offrire un'alternativa alla vecchia provinciale per la Valsassina che attraversa la città di Lecco, venne aperta al traffico il 24 febbraio 2006; alla cerimonia d'inaugurazione parteciparono numerose autorità, fra cui il presidente lombardo Formigoni e i ministri Castelli e Lunardi.
Il 9 dicembre 2022 frana una porzione di versante sovrastante l'ingresso sud della galleria "Giulia", travolgendo due valsassinesi a bordo di un furgone, usciti illesi dall'incidente.

## Percorso
La strada statale 36 racc ha origine nei quartieri meridionali della città di Lecco dalla SS 36 con la galleria Valsassina di 3.328 m, contorna la città da est con un percorso in ascesa e ricco di gallerie, e termina con una rotatoria sulla strada provinciale 62 della Valsassina nei pressi di Ballabio.
La strada ha una lunghezza di 9,015 chilometri ed è interamente gestita dal Compartimento di Milano.